# Ultima noapte de dragoste, întâia noapte de război
Ultima noapte de dragoste, întâia noapte de război este un roman scris de Camil Petrescu și publicat în 1930. Autorul surprinde drama intelectualului lucid, însetat de absolutul sentimentului de iubire, dominat de incertitudini, care se salvează prin conștientizarea unei drame mai puternice, aceea a omenirii ce trăiește tragismul unui război absurd, văzut ca iminență a morții.

## Rezumat
| Atenție : urmează detalii despre narațiune și/sau deznodământ. |

### Ultima noapte de dragoste
Romanul se deschide cu o scenă la popotă, unde căpitanul și comandantul discută procesul unui soț achitat de omorârea unei soții vinovate de adulter. Aceștia sunt întrerupți de sublocotenentul Gheorghidiu, care îi acuză de vulgaritate și superficialitate înainte de a părăsi camera furtunos.
Următoarele capitole ale romanului îl introduc pe Ștefan Gheorghidiu, un student sărac la filosofie, căsătorit cu o studentă la română și franceză, Ela. Inițial, acesta se simte măgulit de devotamentul fetei. Situația se schimbă odată cu moartea unchiului său foarte bogat. Testamentul îi lasă acestuia o mare parte din avere, spre ciuda celuilalt unchi al său și a restului familiei, care-l dau în judecată și încep să-l calomnieze. Protagonistul observă acțiunile lor cu calm și cu lipsă de interes, lucru care o frapează inițial pe soția lui, ce îl apără înfocată. El dezaprobă ceea ce numește „dat din coate” și la sfârșitul unui parastas jenant renunță la partea de avere cerută de restul familiei.
Celălalt unchi al protagonistului, Nae Gheorghidiu, încearcă să convingă familia să îi dea averea pentru a cumpăra o fabrică metalurgică. La îndemnurile soției sale, Ștefan cedează și o cumpără laolaltă cu Tănase Vasilescu Lumânăraru, un aparent fabricant de lumânări. În ciuda așteptărilor unchiului său, fabrica ajunge repede în pericol de faliment iar, când fiul lui Nae se îmbolnăvește de tuberculoză și acesta rămâne acasă ca să aibă grijă de el, protagonistul află disperat că nici Lumânăraru nu se pricepea la conducerea fabricii.
Cei doi sunt salvați de Nae Gheorghidiu, ce află de un depozit de fier la Galați. Prin conexiunile acestuia, depozitul este cumpărat exact înainte ca cineva să ofere o sumă mai mare, dar protagonistul face un aranjament cu ceilalți și se retrage.
Înapoi la viața de facultate, Ștefan Gheorghidiu câștigă admirația colegilor săi cu Critica rațiunii practice. Venitul lor atrage atenția „lumii bune” și Ștefan cu soția lui renunță la vechiul lor stil de viață. Ela devine tot mai interesată de lucruri pe care protagonistul le consideră frivole, spre neplăcerea acestuia. În timpul unei excursii, personajul masculin este cuprins de certitudinea că Ela îl preferă pe avocatul amator în defavoarea lui. El descifrează fiecare gest al acesteia ca o dovadă de adulter și devine din ce în ce mai cătrănit pe parcursul celor trei zile la Odobești.
O confruntă pe Ela în privința vinovăției ei, dar ea reușește inițial să-l convingă. Zilele de după întoarcerea lor sunt încărcate cu tensiune și acțiunea culminează cu o petrecere dată de prietenii lor de la facultate. Ca să o pedepsească, protagonistul începe să facă avansuri unei alte doamne, dar o respinge atunci când ajung singuri. Ela îi face jocul și acesta cedează și se hotărăște să plece devreme. Spre surprinderea lui, Ela refuză sa plece, acceptând, în ochii lui, acuzațiile pe care i le aducea anterior. Ștefan Gheorghidiu continuă să aștepte și să spere, dar în cele din urmă pleacă, culege o femeie de pe stradă și o duce acasă. Astfel îi găsește Ela, două ore mai târziu și pleacă, rănită și indignată.
După o despărțire nu prea lungă, cei doi ajung la o scurtă perioadă de împăcare, pe parcursul căreia Ela descoperă că e însărcinată și în ciuda protestelor lui, avortează copilul. Într-o zi, Ștefan se întoarce de la Azuga și găsește casa goală. O caută disperat pe la cunoscuți și în cele din urmă renunță și o așteaptă acasă, unde, la venirea acesteia a doua zi, se desparte de ea.
În zilele care urmează, protagonistul încearcă fără succes să și-o scoată din cap, găsind obsesia lui ridicolă. Ajunge să nu mai mănânce și devine palid la fiecare referire la ea. Spre dezgustul lui, i se pare că toți ceilalți îi pot intui suferința și o ridiculizează. Într-un moment de căutare înfrigurată, acesta dă peste o scrisoare din partea Anișoarei, în care aceasta o ruga pe Ela să vină să-i țină de urât pe perioada celor două zile în care soțul acesteia lipsise, fiind plecat cu treburi. Când Iorgu, soțul Anișoarei, confirmă cele scrise, acesta este năpădit de remușcări și capătă permisie ca să o vadă la Câmpulung. Acolo, Ștefan petrece câteva momente fericite, până când ea, a doua zi, îi cere să-i treacă o parte din avere pe numele ei. Convins de motivațiile mercantile ale acesteia, el o părăsește iar, ieșit din casa în care se afla Ela, îl vede pe domnul G. plimbându-se pe stradă, moment în care hotărăște să-i omoare pe cei doi, dar, întâlnindu-se cu colonelul lui, renunță la acest plan și părăsește orașul împreună cu acesta. Pe drum află că domnul Grigoriade, presupusul amant al Elei, era și el în oraș și că altă femeie, căutând să fie cu el în absența soțului ei, lăsase acasă o scrisoare asemănătoare cu cea găsită de el.

### Întâia noapte de război
În ciuda așteptărilor, batalionul sublocotenentului Gheorghidiu este mobilizat când țara intră în război.
Batalionul lui luptă la Măgura, unde din cauza incompetenței comandanților și a lipsei de coordonare, chiar Gheorghidiu este confundat, din neatenție, cu un militar inamic și luat prizonier de propriii camarazi. Pe măsură ce Ștefan se implică tot mai mult în zbuciumul războiului, el reflectă la cât de străin se simte de drama lui cu Ela. Ironic, se gândește că aceasta l-a înșelat numai după ce a devenit bogat. La sfârșitul luptei, Ștefan scrie o scrisoare prin care îi lasă suma de bani cerută la Câmpulung Muscel. 
În zilele următoare prinde un grup de copii țigani care furaseră din sat. O tânără de 16 ani îi atrage atenția și o arestează ca să o sperie, dar îi dă drumul. Un țăran pârăște două fete că ar fi spioane, dar nimeni nu știe ce să facă în privința lor. De fapt, după cum se va afla din presă, cele două fete erau adevărate eroine, care au călăuzit trupele române să treacă Oltul fără pierderi. După trecerea Oltului, Gheorghidiu și batalionul lui se opresc în Cohalm, unde sunt atacați de unguri.
Fiind rănit, Ștefan Gheorghidiu este trimis la București, unde toată familia îl copleșește cu ceea ce el consideră falsă afecțiune. Mama lui, odată foarte ostilă la citirea testamentului, acum vine să-i aducă cele trebuincioase la spital. Acasă, la soție, acesta observă detașat cât de puțin îl afectează situația și se desparte de ea, lăsându-i restul banilor și posesiunilor sale.

## Structura
Romanul este structurat în două părți, cu titluri semnificative, surprinzând două ipostaze existențiale: „Ultima noapte de dragoste”, care exprimă aspirația către sentimentul de iubire absolută și „întâia noapte de război”, care ilustrează imaginea războiului tragic și absurd, ca iminență a morții. Dacă prima parte este o ficțiune, deoarece prozatorul nu era căsătorit și nici nu trăise o dramă din iubire până la scrierea romanului, partea a doua este o experiență trăită, scriitorul fiind ofițer al armatei române în timpul Primului Război Mondial. Romanul este scris la persoana I, personajul-narator identificându-se în partea a doua cu autorul. Modalitatea narativă se remarcă, așadar, prin prezența mărcilor formale ale naratorului, de unde reiese apropierea acestuia de evenimente, până la substituirea lui de către personaj. Perspectiva temporală este discontinuă, bazată pe alternanța temporală a evenimentelor, pe dislocări sub formă de flash-back și feed-back. Perspectiva spațială reflectă un spațiu real, frontul, București, Odobești, Câmpulung, dar mai ales un spațiu imaginar închis, al frământărilor, chinurilor și zbuciumului din conștiința personajului.

## Personaje
- Ștefan Gheorghidiu este un alter ego al autorului; reprezintă tipul intelectualului inadaptat confruntat cu societatea burgheză a Bucureștilor secolului XX. Este student la filosofie în momentul în care o întâlnește pe Ela, cea care îi va deveni soție. Numele ei apare târziu în roman. Personajul este descris în raport cu soția sa, făcând o analiză asupra sa și asupra relației cu Ela după scena de la popotă. Gheorghidiu este detașat de lumea pragmatică a acelei vremi, nu simte nevoia de a participa la viața socială. După moartea unchiului Tache, moment ce va declanșa cearta pentru avere, el este indiferent și supărat pe comportamentul Elei, implicată mult prea activ în acea împărțire a moștenirii. El este interesat de idei, de lucruri abstracte, reprezentând o curiozitate pentru celelalte personaje.
- Ela - soția lui Ștefan.
- Nae Gheorghidiu - unul dintre cei doi unchi ai lui Ștefan. Un deputat din Partidul Liberal, acesta este descris ca fiind viclean și tăios, cu o mentalitate practică.
- Tache Gheorghidiu - unchiul cel bogat al lui Ștefan.
- Domnul Grigoriade - amantul presupus al Elei.
- Vasilescu Lumânăraru- este un afacerist care are legături cu Nae. Este întâlnit de Ștefan atunci când cei trei dețin uzina metalurgică. Deși era stimat pentru calitățile sale, Lumânăraru, care purta mereu ochelari și care își punea secretarul să-i citească tot, îi destăinuie secretul său: el purta ochelarii pentru că era analfabet.
- Anișoara Gheorghidiu - verișoara lui Ștefan Gheorghidiu

## Ecranizări
Filmul de televiziune Între oglinzi paralele din 1978 este inspirat de romanul Ultima noapte de dragoste, întâia noapte de război.
O adaptare a romanului lui Camil Petrescu, numită „Ultima noapte de dragoste”, a avut premiera în 1979, cu Joanna Pacula și Vladimir Găitan în rolurile principale, în regia lui Sergiu Nicolaescu.